# Urbi et orbi

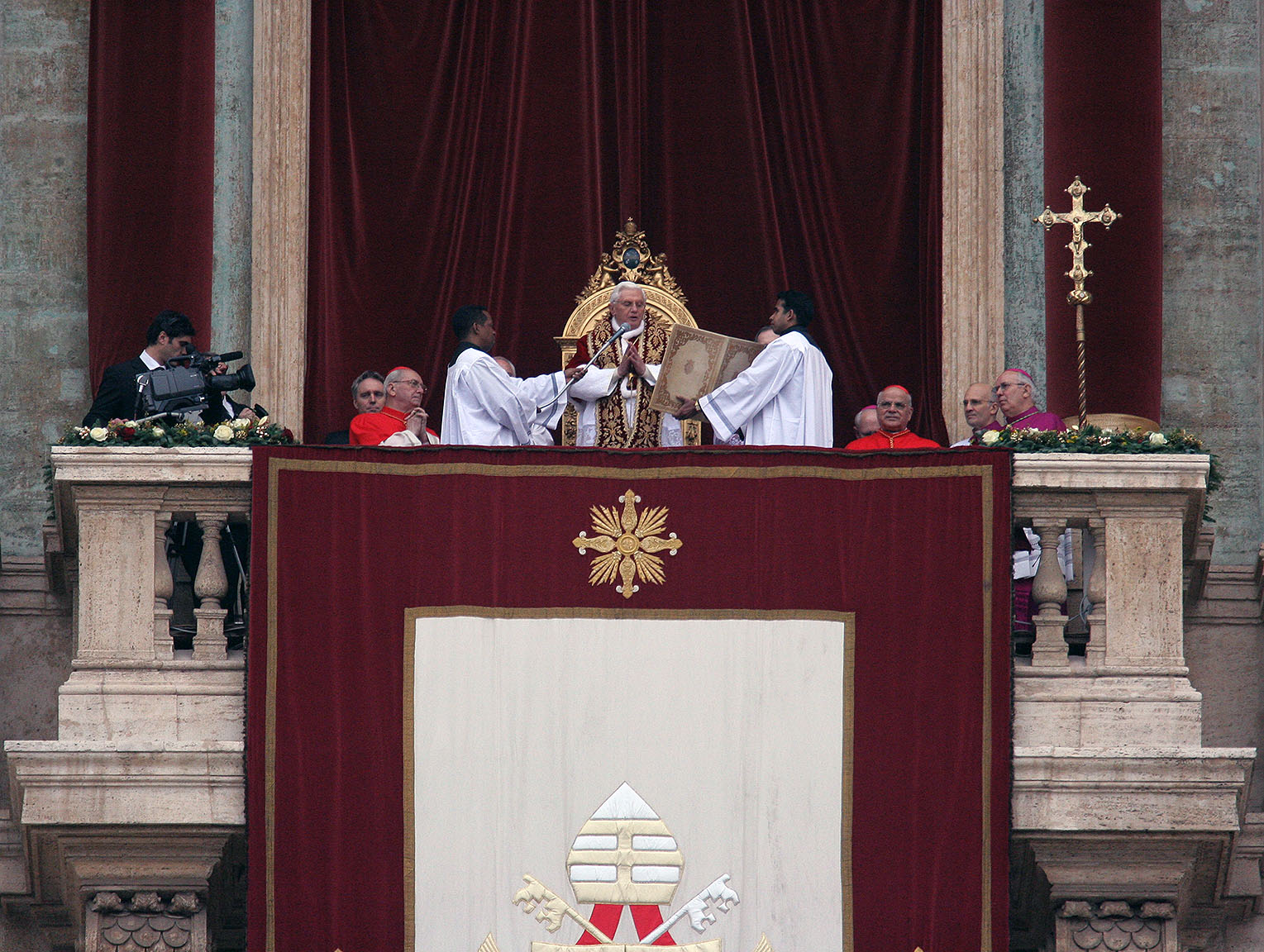
Kerstmis 2008, urbi et orbi door paus Benedictus XVI

Urbi et orbi (Latijn: voor de stad en voor de wereld) is de traditionele zegen die de paus met Kerstmis en Pasen vanaf het balkon van de Sint-Pietersbasiliek in Vaticaanstad uitspreekt en bij bijzondere gelegenheden, zoals in een Heilig Jaar of direct nadat een nieuwe paus gekozen is. Formeel gezien gaat het om een pauselijke of apostolische zegen. 
De term geeft van oorsprong aan dat een door het centrale gezag van de Rooms-Katholieke Kerk verrichte handeling of besluit niet alleen voor de stad Rome (Urbi), maar voor de hele wereld (Orbi) geldig is. Mensen die sinds de jaren 30 van de 20e eeuw rechtstreeks naar de radio luisteren of (sinds de jaren 50) naar de televisie kijken, ontvangen ook de pontificale zegen en de bijbehorende volle aflaat. 
Met Pasen en Kerstmis spreekt de paus voorafgaand aan de zegen Urbi et Orbi een begroeting uit, gevolgd door een toespraak waarin vaak wordt ingegaan op actuele problemen in de wereld en wordt opgeroepen tot vrede. 
Toen Johannes Paulus II in zijn laatste levensdagen niet meer kon spreken, was er onduidelijkheid over de geldigheid van de zegen. Maar zodra de paus de intentie heeft om te zegenen is de apostolische zegen geldig, ook al is hij niet verstaanbaar.
Op 27 maart 2020 heeft paus Franciscus deze zegen voor de stad en voor de wereld gegeven op het voorplein van de basiliek voor een (noodgedwongen) leeg Sint-Pietersplein om het einde van de coronapandemie af te smeken. Dit Urbi et Orbi was bijzonder omdat het om een Eucharistische zegen met het Allerheiligste ging waarbij de gebruikelijke tekst niet luidop werd uitgesproken. Ook het Urbi et orbi op Pasen 2020 was bijzonder, omdat paus Franciscus de zegen toen heeft uitgesproken in een toen noodgedwongen lege Sint-Pietersbasiliek. Dat gebeurde ook in 2021.

## Tekst
De Latijnse tekst van de zegen Urbi et Orbi luidt: 
Sancti Apostoli Petrus et Paulus, de quorum potestate et auctoritate confidimus, ipsi intercedant pro nobis ad Dominum.
('Mogen de heilige apostelen Petrus en Paulus, in wier macht en gezag wij vertrouwen, zelf voor ons bidden tot de Heer.')
Amen.
Precibus et meritis beatæ Mariae semper Virginis, beati Michaelis Archangeli, beati Ioannis Baptistæ et sanctorum Apostolorum Petri et Pauli et omnium Sanctorum misereatur vestri omnipotens Deus et dimissis omnibus peccatis vestris, perducat vos Iesus Christus ad vitam æternam.
('Door de gebeden en de verdiensten van de heilige Maagd Maria, van de heilige aartsengel Michaël, de heilige Johannes de Doper, en de heilige apostelen Petrus en Paulus en alle heiligen, moge de almachtige God zich over u ontfermen, al uw zonden vergeven, en moge Jezus Christus u geleiden tot het eeuwige leven.')
Amen.
Indulgentiam, absolutionem et remissionem omnium peccatorum vestrorum, spatium verae et fructuosae pænitentiæ, cor semper pænitens et emendationem vitae, gratiam et consulationem sancti Spiritus et finalem perseverantiam in bonis operibus, tribuat vobis omnipotens et misericors Dominus.
('Moge de barmhartige Heer u kwijtschelding, vrijspraak en vergeving van al uw zonden, de ruimte van een ware en vruchtbare boetedoening, een altijd boetvaardig hart en verbetering van leven, de genade en wijsheid van de Heilige Geest en uiterste volharding in goede werken geven.') 
Amen.
Et benedictio Dei omnipotentis: Patris et Filii et Spiritus Sancti descendat super vos et maneat semper.
('En moge dan de zegen van de Almachtige God: van de Vader, de Zoon en de Heilige Geest op u nederdalen en daar altijd blijven.')
Amen.